# Acoplamento quântico
O acoplamento quântico é um efeito na mecânica quântica em que dois ou mais sistemas quânticos estão ligados de tal forma que uma alteração no estado quântico de um dos sistemas causa uma mudança instantânea em todos os sistemas a ele ligados. É semelhante ao entrelaçamento quântico, porém enquanto o entrelaçamento quântico pode ter lugar ao longo de grandes distâncias, o acoplamento quântico é restrito à escala quântica.